# 蒙古馬
蒙古馬是蒙古高原的一種古老馬種，早在五千多年前，匈奴人已馴養蒙古馬作為戰馬，後來蒙古成吉思汗的蒙古騎兵也騎著蒙古馬遠征歐洲，滿清八旗的騎兵也以蒙古馬征服明朝。
蒙古馬也作為其他馬種的原型，例如:三河馬

## 體型

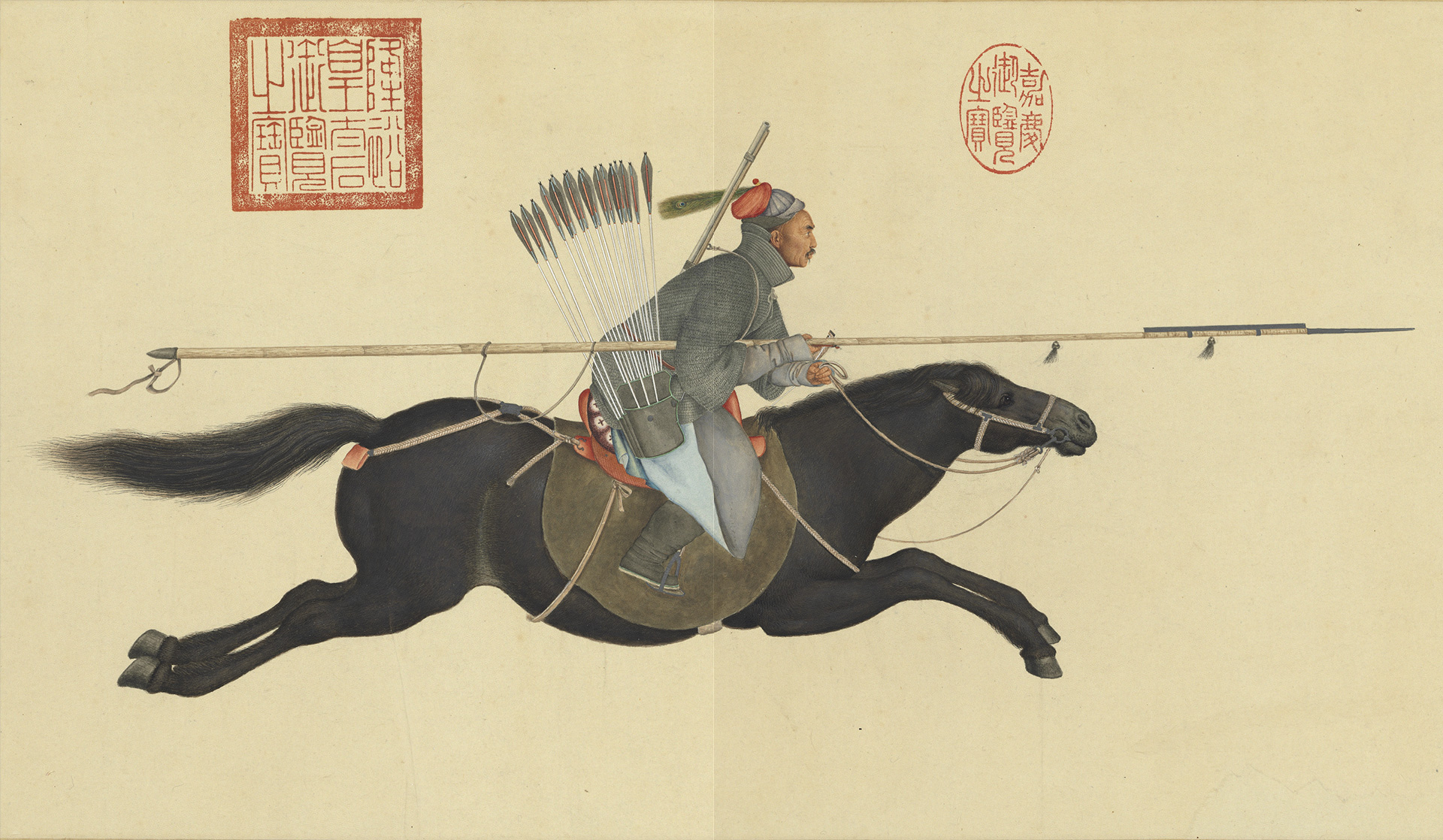
《阿玉錫持矛蕩寇圖》（局部）——騎著蒙古馬中國清朝騎兵

蒙古馬的雄馬肩高平均大約135厘米而雌馬平均大約129厘米，若按西方的標準祇算是小型馬或矮種馬，故蒙古馬又名「蒙古矮腳馬」，其毛色複雜，以白毛、粟毛、黑毛為主。

## 習性

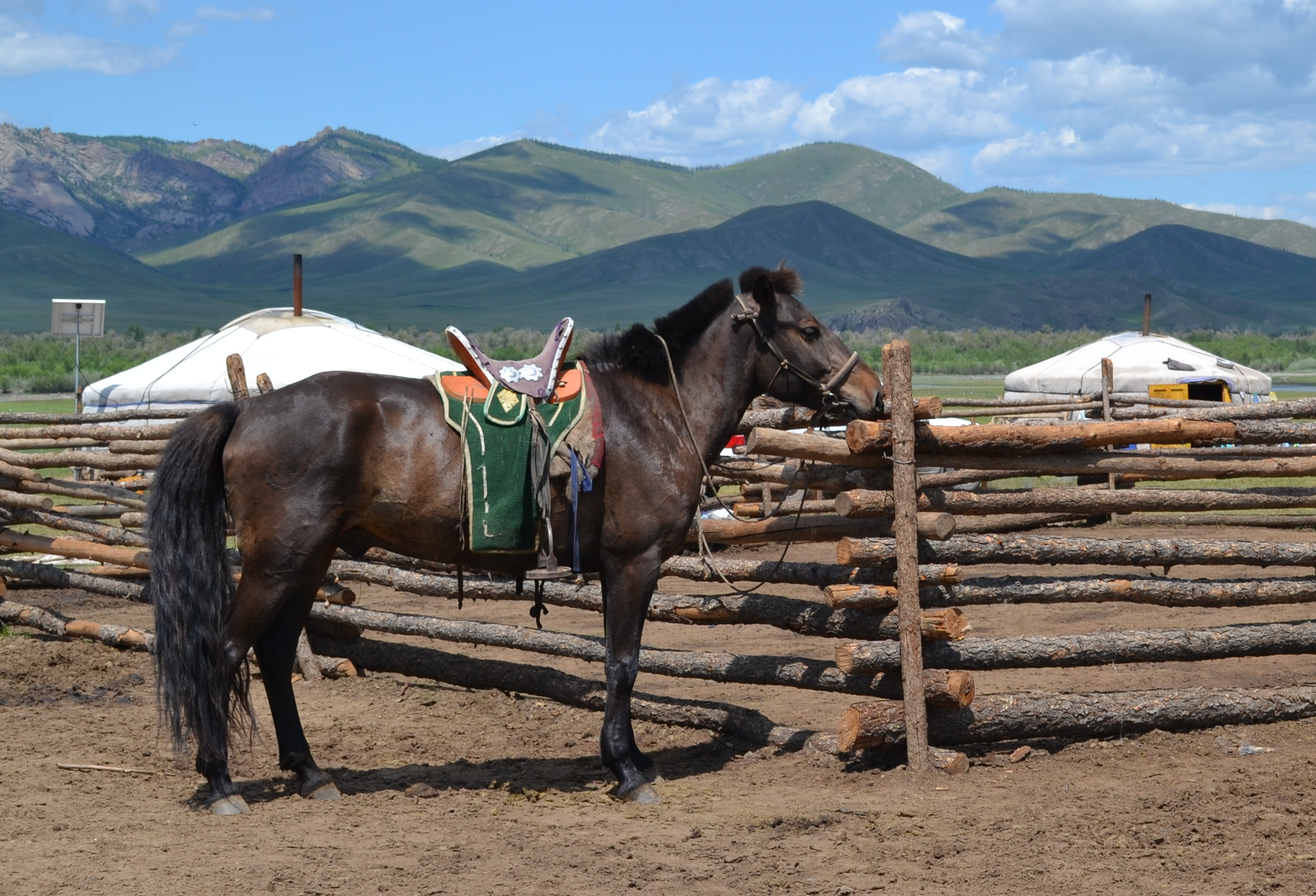
蒙古馬

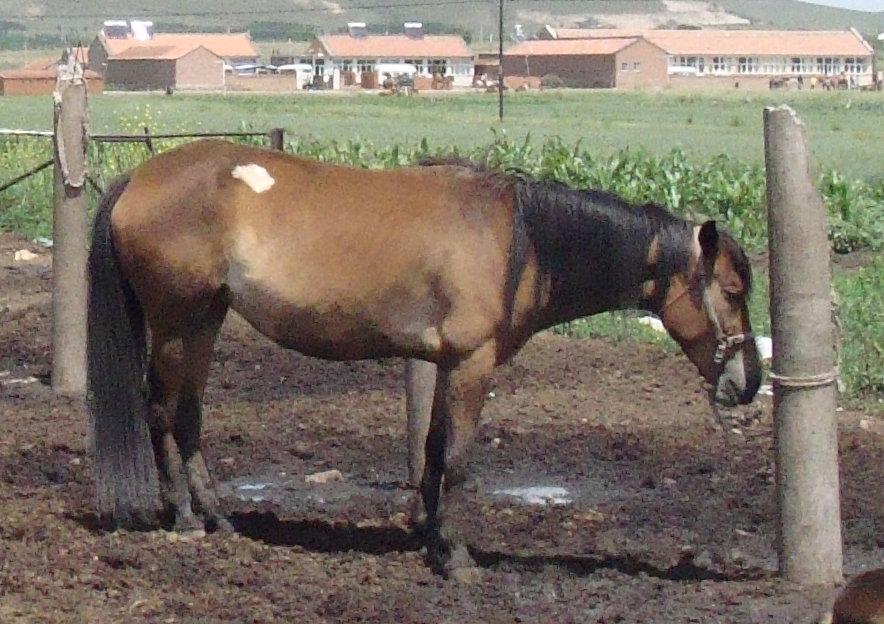
已被人類馴養的蒙古馬

蒙古馬以半野放的方式飼養，能適應炎熱或寒冷的塞外極端環境，習性溫馴，耐力持久而氣力大，一隻成年馬大約可拉動500公斤的重物，可日行50甚至100公里，牠們可作騎乘的戰馬或拉車的挽馬。

## 戰爭

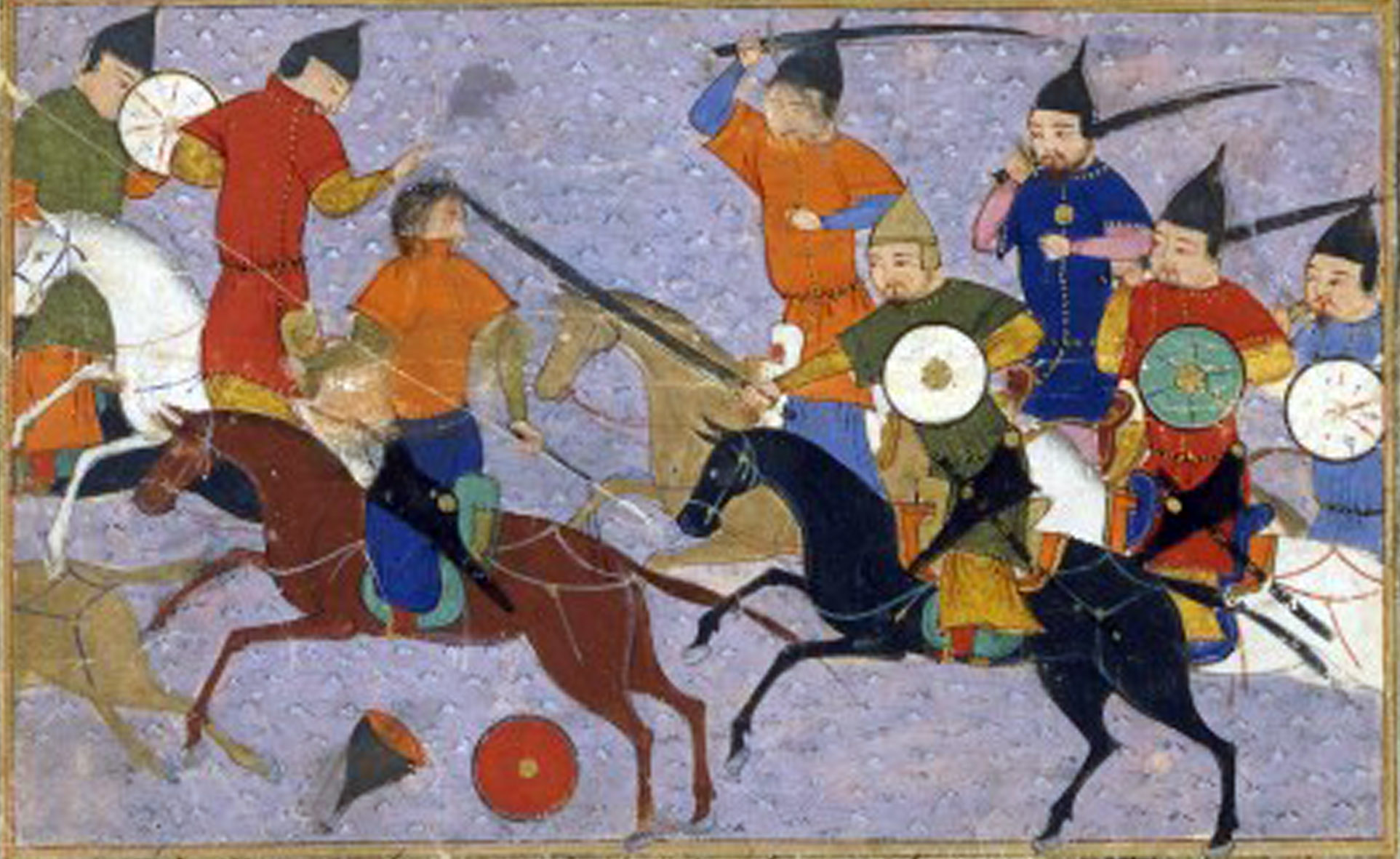
歐洲畫家筆下的蒙古騎兵和蒙古馬

歷史上曾橫掃歐亞的蒙古騎兵就是使用蒙古馬，蒙古馬雖然速度沒特別快但是耐力驚人，可以長時間奔跑或行軍也不會疲累，而且對惡劣環境氣候適應力極佳，是最優良的頂級戰馬。

## 外部連結
- 蒙古馬:橫掃歐亞大陸的鐵蹄